# Mohamed Hocine
Mohamed Hocine, född i Oran 1967, är en algerisk-svensk författare och tidigare gångare. Han flyttade 1990 till Sverige.
Mohamed Hocine växte upp i Oran, där han studerade till ekonom. Han blev även aktiv gångare på elitnivå. Vid 1989 års IAAF World Race Walking Cup deltog han i Algeriets lag, och på 20 km-loppet kom han på 73:e plats.
Året efter flyttade Hocine till Sverige, där han numera är bosatt i Göteborg. Sedan barndomen har han ägnat sig åt skrivande på olika sätt, och 1995 kom han ut med en diktsamling (tryckt i Paris). Under 2010-talet har han författat flera romaner, de flesta utgivna på Göteborgsbaserade Megamanus.